# Ilia Datunashvili
Ilia Datunashvili (in georgiano ილია დათუნაშვილი?, in russo Илья Ильич Датунашвили?, Il'ja Il'ič Datunašvili; Batumi, 1º settembre 1937 – Tbilisi, 11 febbraio 2022) è stato un calciatore sovietico, di ruolo attaccante.

## Palmarès

### Club
- Vysšaja Liga: 1

Dinamo Tbilisi: 1964

### Individuale
- Capocannoniere della Vysšaja Liga: 1

1966 (20 gol)